# Tarenna laticorymbosa
Tarenna laticorymbosa là một loài thực vật có hoa trong họ Thiến thảo. Loài này được Chun & F.C.How ex W.C.Chen miêu tả khoa học đầu tiên năm 1984.